# Khi Menh
Sadet Chaofa Jaya Khi Menh (Kimihiya oder Kli, „Siebenter Sohn“; * im späten 18. Jahrhundert in Vientiane; † nach 1840) war Maha Uparat (Vizekönig) des Königreichs Vientiane.

## Leben
Khi Menh war der siebte Sohn von König Anuvong (reg. 1805 bis 1828) und wurde von seinem Vater 1805 zum Vizekönig ernannt. Er wurde später als Geisel an den Hof von Siam nach Bangkok geholt, wo sein Onkel 1826 an seine Stelle trat. Khi Menh reiste mit seinem Vater nach dem vergeblichen Versuch, in Siam einzumarschieren, zwischen Oktober 1827 und Juni 1828 nach Annam an den Hof von Hue. Die meisten seiner Angehörigen, einschließlich seiner Eltern, wurden 1829 in Bangkok zu Tode gemartert und das Königreich Vientiane wurde siamesischer Kontrolle unterstellt. Um 1836 erhielt er eine Zuflucht in Khamtong.
Khi Menh war zweimal verheiratet. Zunächst (vor 1820) mit Sadet Chao Nang Dhanakaeva (Thonkeo), einer Tochter von Vizekönig Tissa, mit der er eine Tochter hatte: Sadet Chao Nang Anumara (Numan), die 1820 den späteren König Rama IV. (reg. 1851–1868) heiratete und am 29. Oktober 1906 in Bangkok starb; dann (vor 1840) mit einer Tochter des Chao Mueang von Khamtong.